# ناو کلاس ارتوسا (۱۹۳۴)
کروزر کلاس ارتوسا (۱۹۳۴) (به انگلیسی: Arethusa-class cruiser (1934)) یک کلاس از کشتی است که طول آن ۵۰۶ فوت (۱۵۴ متر) می‌باشد.